# Erzsébet Dolník
Erzsébet Dolník, celým jménem maďarsky Dolníkné Czirók Erzsébet (13. května 1940, Petržalka – 12. dubna 2021, Nýrovce) byla maďarská antikomunistka, pedagožka a politička žijící Slovensku, poslankyně NR SR v letech 2002 až 2006 za SMK-MKP. Během svého života se stala významnou osobností veřejného života maďarské menšiny na Slovensku.

## Biografie
Narodila se dne 13. května 1940 do maďarské katolické rodiny v Petržalce, která tehdy byla součástí Německé říše. Její otec Miklós Czirók pracoval jako stolař, matka Erzsébet Bányász Czirókné byla ženou v domácnosti. Roku 1957 odmaturovala na 11leté střední škole s maďarským vyučovacím jazykem v Komárně, poté mezi lety 1957 a 1959 studovala na Vysoké škole pedagogické v Bratislavě obor matematika-fyzika. Za svůj odvážný postoj vyjádřený během protikomunistického povstání na podzim roku 1956 v Maďarsku, byla v pozdějších letech slovenskými komunisty považována za kádrově nespolehlivou. Do roku 1990 vyučovala na Střední pedagogické škole s maďarským vyučovacím jazykem v Levicích. Později se stala místopředsedkyní pro vzdělávání v politickém hnutí Spolužití (Együttélés). V letech 1990 až 1992 působila jako ředitelka školského odboru na okresním úřadě v Levicích. Od roku 2001 byla zastupitelkou Nitranského kraje. Mezi lety 2002 až 2006 byla poslankyní Národní rady SR za SMK-MKP, zasedala ve Výboru NR SR pro vzdělání, vědu, sport a mládež, kulturu a média.

## Soukromý život
Byla provdaná za Tibora Dolníka, se kterým vychovala dvě děti.
V roce 2011 převzala maďarské státní občanství, za což byla slovenskými úřady diskriminována a následně ji bylo slovenské občanství odebráno. Kvůli čemuž Slovensko zažalovala u Evropského soudu pro lidská práva.

## Ocenění
- Maďarsko: Berzsenyi-díj (1989)
- Maďarsko: Gróf Széchenyi István Emlékérem (1990)
- Slovensko: Pro Probitate – Helytállásért Díj (2011)[3]
- Maďarsko: Maďarský záslužný kříž